# Machiguenga

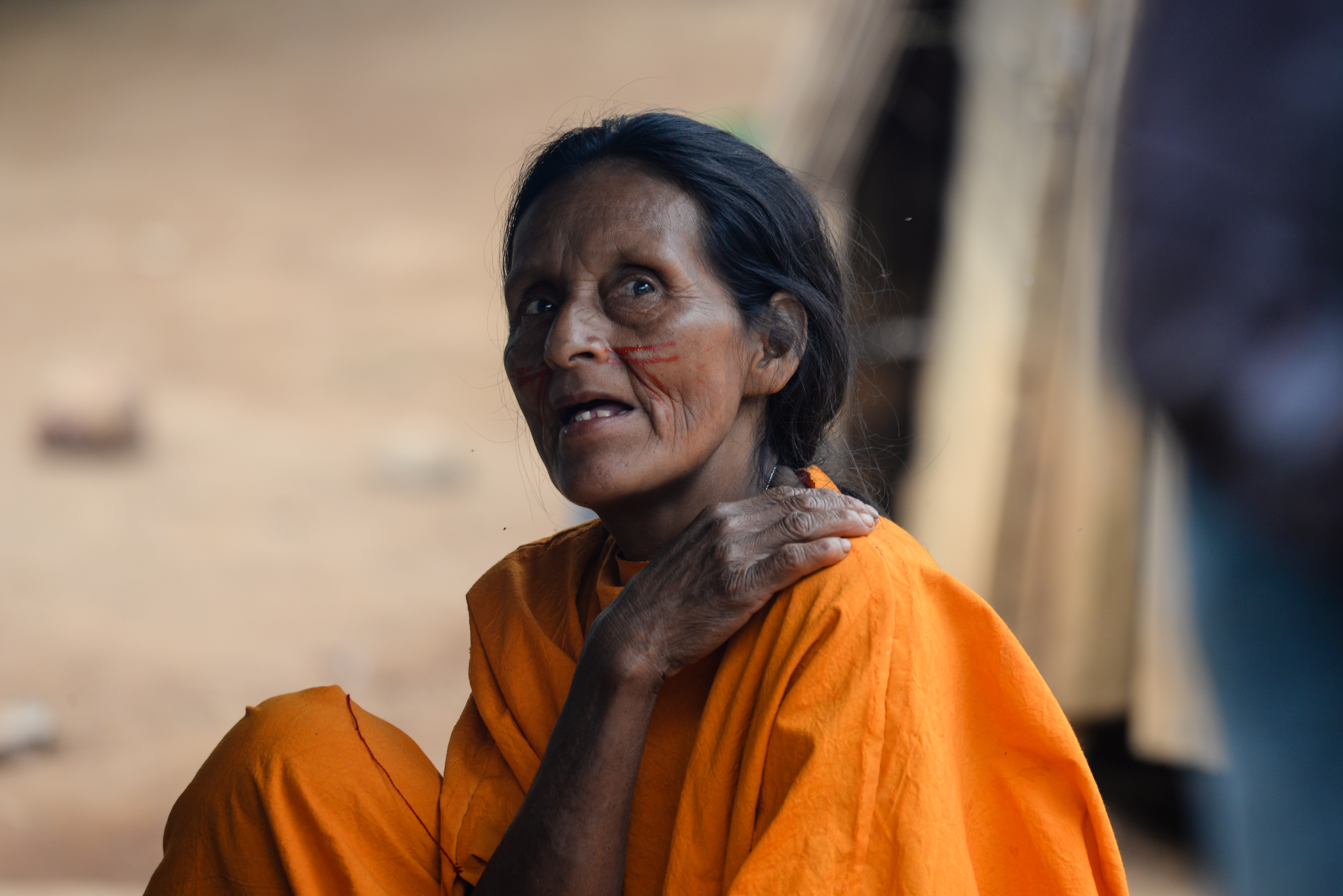
Eine Machiguenga in traditioneller Kleidung

Die Machiguenga (auch Matsigenka oder Matsigenga) sind eine südamerikanische Ethnie der Arawak im Regenwaldgebiet Perus.
Die Siedlungsgebiete der Machiguenga befinden sich in den peruanischen Provinzen Calca (Departement Cusco), La Convención (Departement Cusco) und Manu (Departement Madre de Dios), und zwar an den Flüssen Urubamba, Río Camisea, Río Picha, Río Manú, Río Timpia, Río Tigompinia, Río Cumpirosiato und Río Mishagua.

## Sprache
Die Sprache der Machiguenga, die von etwa 10.000 Menschen gesprochen wird, gehört zu den Arawak-Sprachen und ist am nächsten mit den Sprachen der Nomatsiguenga sowie der Asháninka verwandt.

## Kultur
Die Machiguenga leben von Brandrodungsbau, Jagd und Fischerei. Ihre Hauptanbaupflanzen sind Maniok (yuca), Sachapapa (eine Art Knollenfrucht), Pituca, Süßkartoffel (camote), Erdnuss, Mais und Bananen. In neuerer Zeit werden für die Vermarktung unter anderem Kaffee und Kakao angebaut.
In der Gesellschaft der Machiguenga hat der Medizinmann besondere Macht. Seine Fähigkeit, Grenzen zu überwinden und Gegensätze zu vereinen, bildet einen sozialen Kontrollmechanismus. Die Kultur, die Geschichte und die Mythologie der Machiguenga sind ein Hauptthema des Romans Der Geschichtenerzähler von Mario Vargas Llosa.

## Geschichte
Bereits seit 1572, damals durch Martín García Loyola, wurde über die Jahrhunderte mehrfach versucht, die Machiguenga zu missionieren, jedoch ohne Erfolg. Während des Kautschukbooms Ende des 19. Jahrhunderts waren die Machiguenga massiv Sklavenjägern ausgesetzt, und ihre Zahl sank erheblich durch Massaker sowie eingeschleppte Krankheiten wie Pocken und Malaria.
Seit 1940, als man annahm, die Malaria sei ausgerottet, gab es eine verstärkte, staatlich geförderte Kolonisation, vor allem durch quechuastämmige Siedler aus dem Andenhochland. Dies verstärkte sich durch den 1958 vollendeten Straßenbau nach Koribeni sowie eine 1962 gebaute Brücke. Seit 1980 sind die Machiguenga vor allem durch die Erdölförderung bedroht.

## Anmerkung
1. ↑  
Plural ohne oder mit „s“ - ebenso wie bei den bekannteren Inka(s).